# Crematogaster rasoherinae
Crematogaster rasoherinae är en myrart som beskrevs av Auguste-Henri Forel 1891. Crematogaster rasoherinae ingår i släktet Crematogaster och familjen myror.

## Underarter
Arten delas in i följande underarter:
- C. r. brunneola
- C. r. rasoherinae

## Bildgalleri

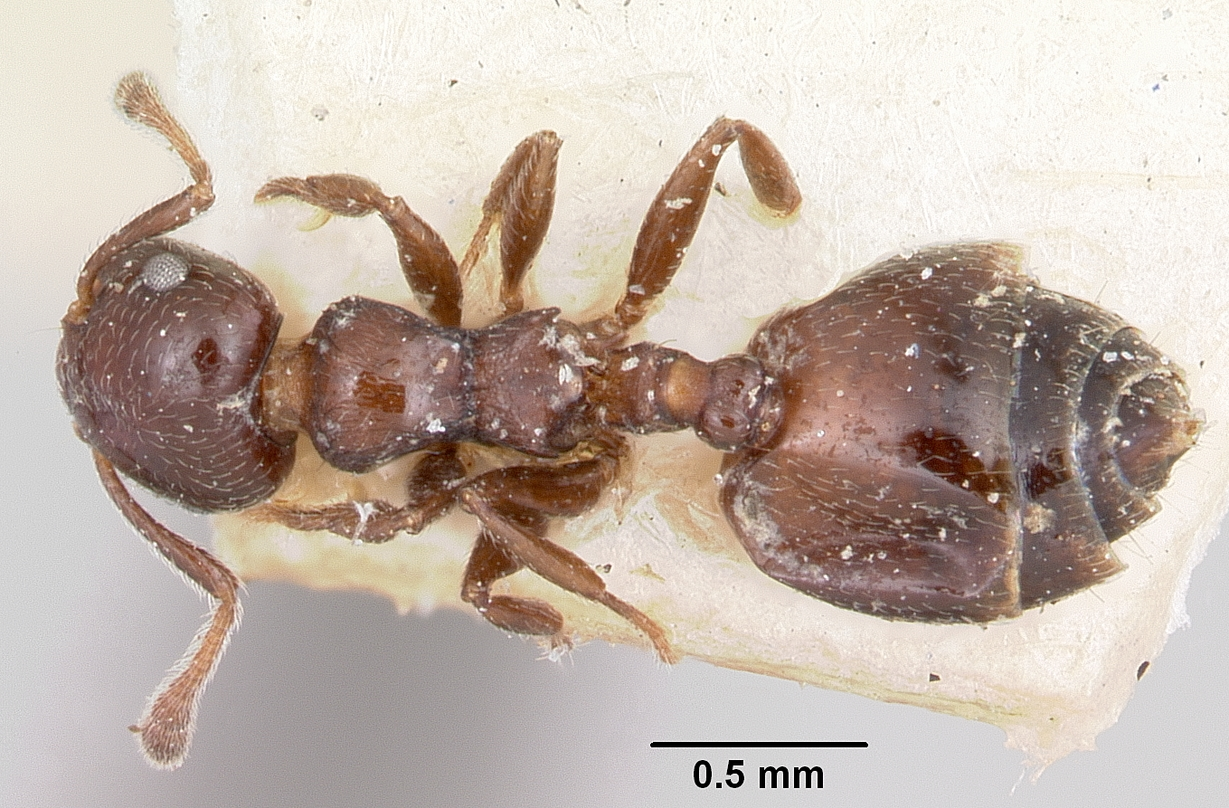
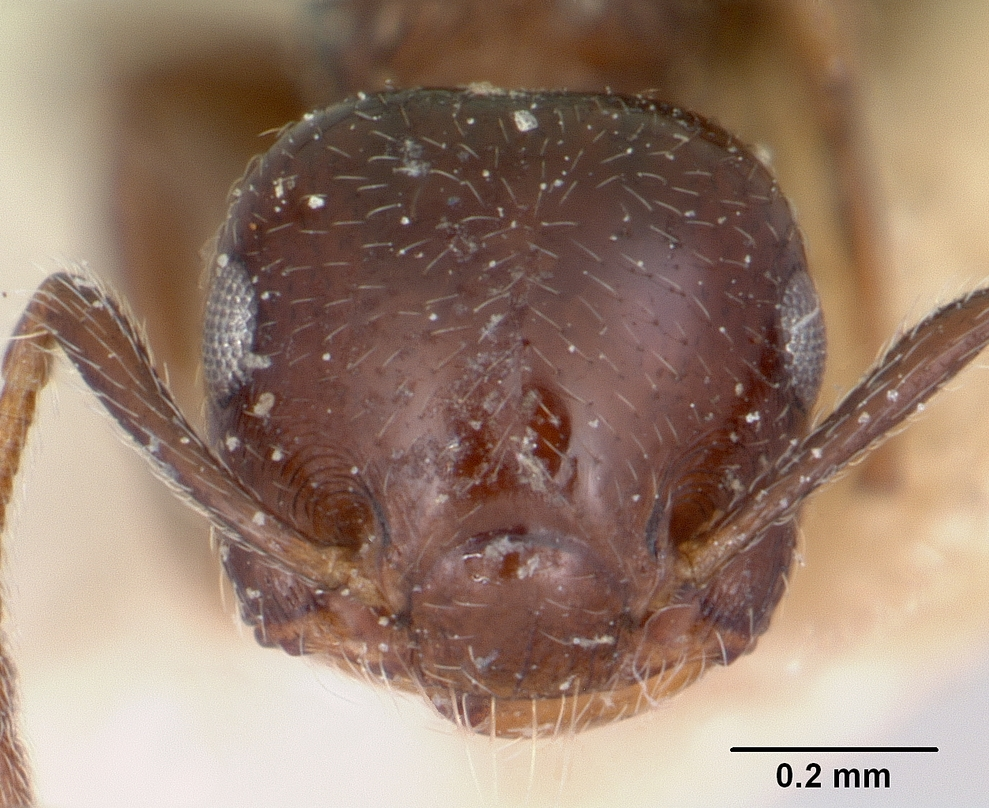
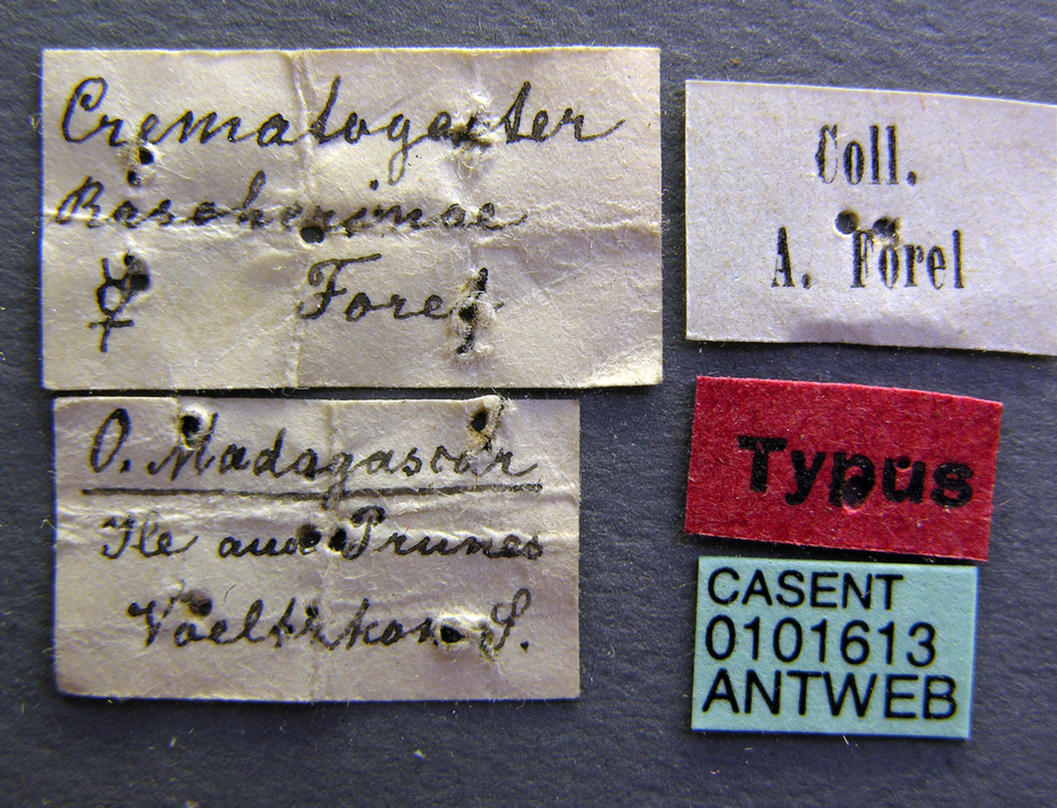
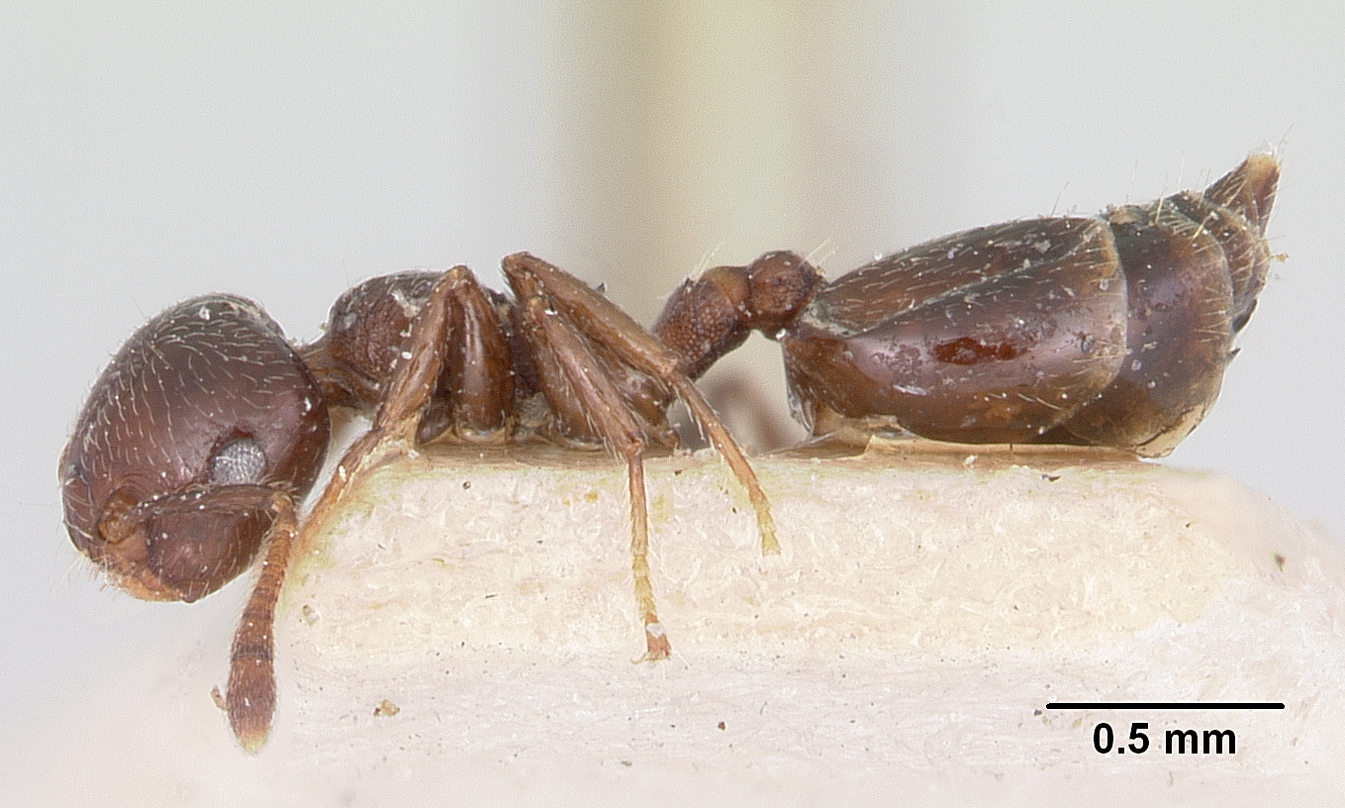
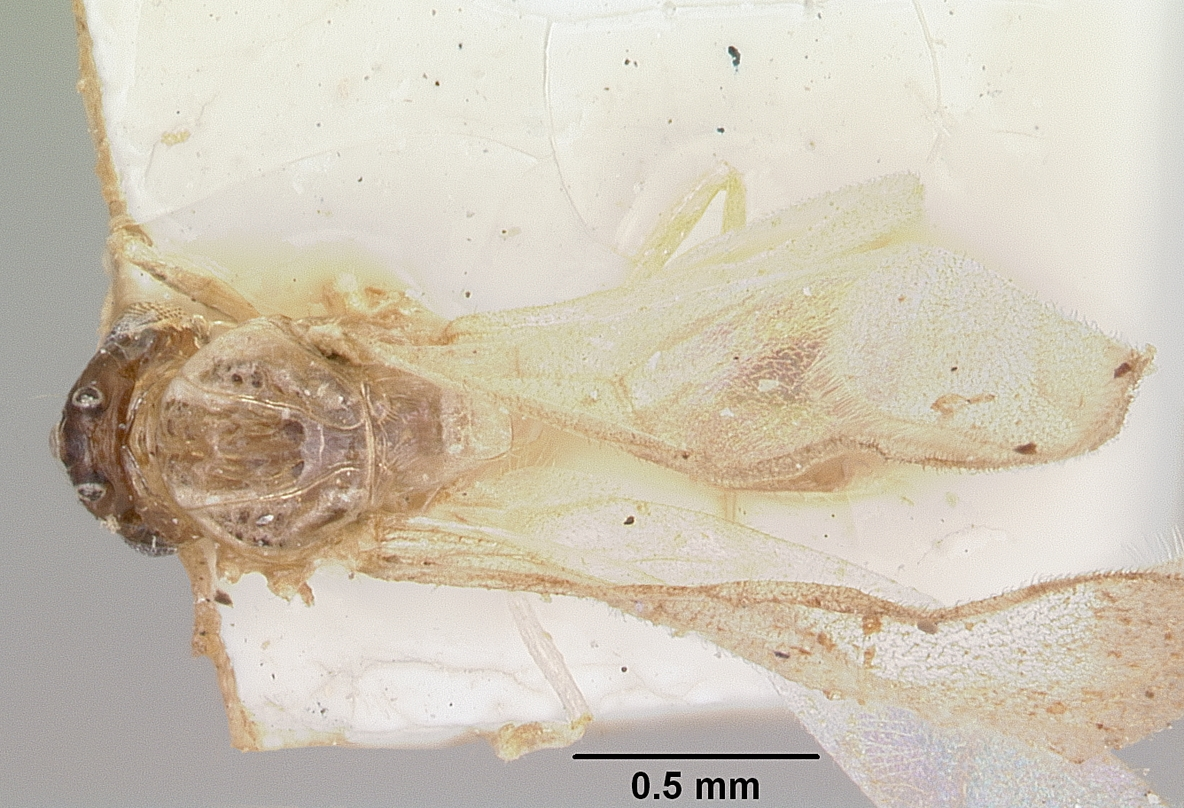
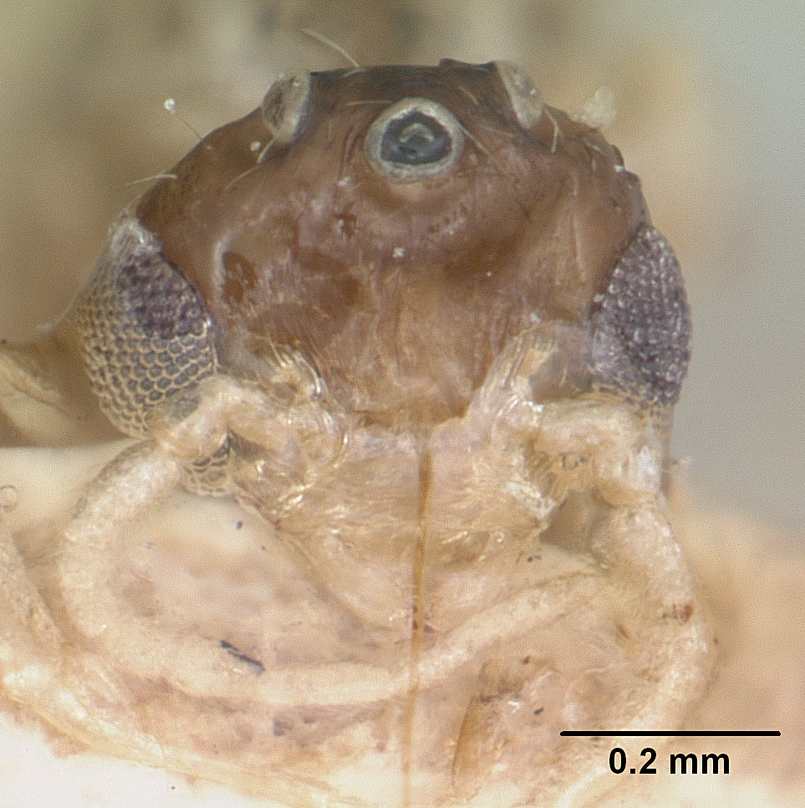